# علي شاهدان
علي شاهدان (بالفارسية: علی شاهدان) هي قرية تقع في قسم غركن الشمالي الريفي (مقاطعة فلاورجان) في إيران. يقدر عدد سكانها بـ 1,367 نسمة .